# Trefoldighetskirken (Oslo)
59°54′59.57″N 10°44′42.83″Ø / 59.9165472°N 10.7452306°Ø
Trefoldighetskirken er en kirke i Hammersborg, centralt i Oslo i Norge. 
Trefoldighetskirken blev indviet i 1858 af biskop Jens Lauritz Arup. Det er en central kirke i nygotisk stil, med to klokketårne og en ottekantet kuppel, hvælvede over fire vinger. Kirken blev først tegnet af den tyske arkitekt Alexis de Chateauneuf fra Hamburg, men hans elev Wilhelm von Hanno tog snart over. Von Hanno lavet nogle ændringer til de originale tegninger og stod selv bag mange af de indvendige detaljer i kirken.
Kirken har 1200 siddepladser og er dermed den største sognekirke i det centrale Oslo. 

## Kunstværker
I Trefoldighetskirken befinder en række kunstværker, skulpturer og dekorationer sig. I 1863 kom den store døbefont i form af en engel. Kunstværket er udført af billedhuggeren Julius Middelthun fra Kongsberg. Han betragtes som en af Norges største billedhuggere efter Gustav Vigeland, og står bag en række andre kunstværker, der pryder Oslo.  Altertavlen er lavet af en af de største norske malere på dette tidspunkt, Adolph Tidemand og forestiller Jesu dåb.  Lysekronerne er lavet af Gustav Vigelands yngre broder, Emanuel Vigeland.  Kirken er udsmykket med mange glasmalerier, der er designet af den norske glaskunstner Frøydis Haavardsholm.

## Galleri

### Interiør
- Interiør
- Altertavlen af Adolph Tidemand
- Døbefonten
- Lysekronerne er af Emanuel Vigeland

### Glasmalerier
af Frøydis Haavardsholm
- "Israels historie"
- "Jesu lidelse"
- "Skabelsen"
- " Såkorn "
- " Perlen "
- " Livets vand "
- "'Livets træ' '"